# Grijze waaierstaart
De grijze waaierstaart (Rhipidura albiscapa) is een zangvogel uit de familie Rhipiduridae (waaierstaarten).

## Kenmerken
De lichaamslengte bedraagt 14 tot 16,5 cm. De vogel is overwegend leigrijs van boven. Kenmerkend zijn de lichte randen van de staartpennen. Verder heeft de vogel een smalle vleugelstreep en een smalle witte wenkbrauwstreep, een witte keel met daaronder een donkere borstband waarvan het donkergrijs geleidelijk overgaat in een vuilgele borst en buik.

## Verspreiding en leefgebied
Deze soort komt voor in geheel Australië, de Salomonseilanden, Vanuatu en Nieuw-Caledonië in diverse leefgebieden als er maar dichte vegetatie is en water. Het is een trekvogel in een deel van zijn verspreidingsgebied. 
De soort telt acht ondersoorten:

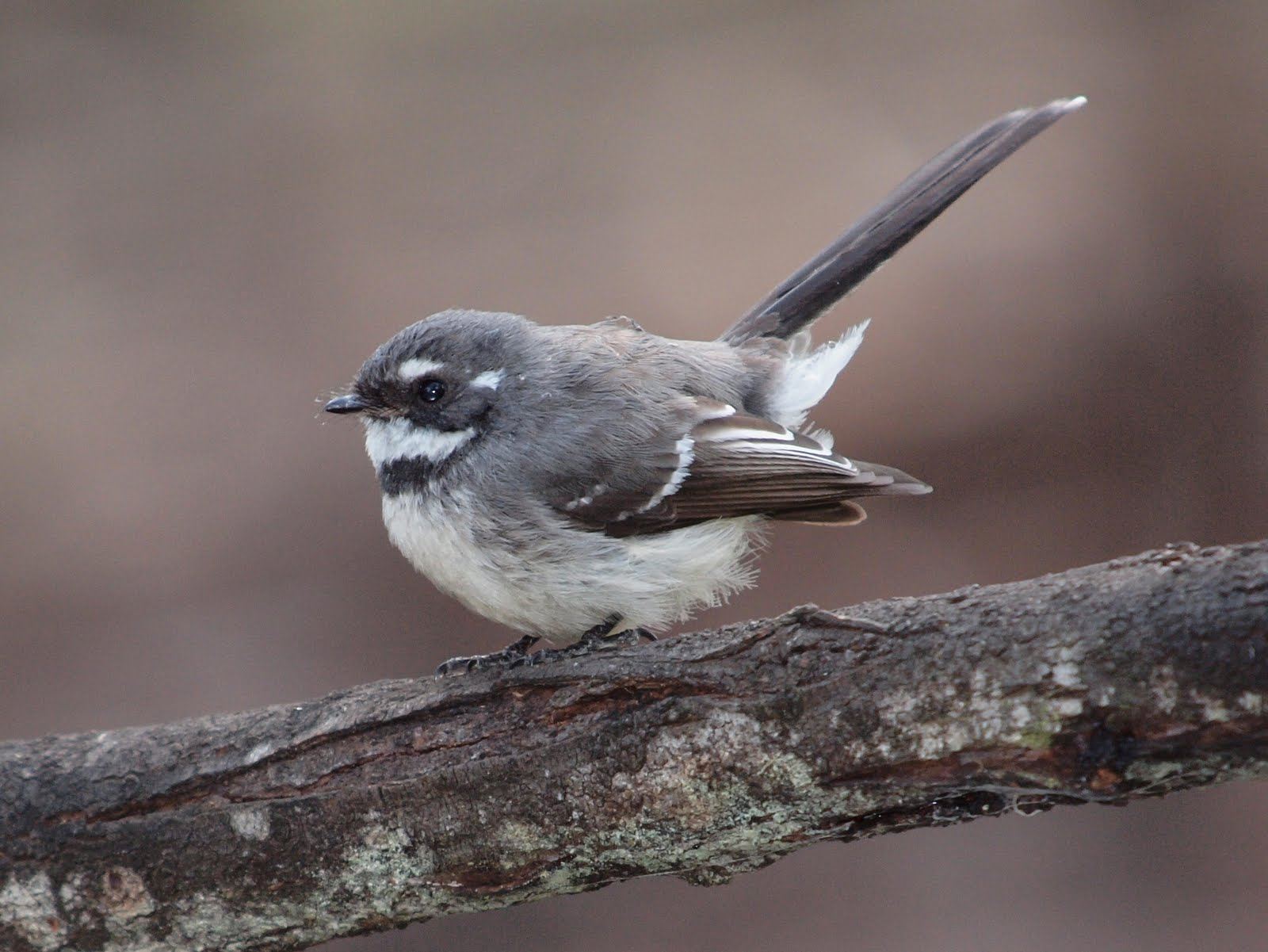
Grijze waaierstaart gefotografeerd in Canberra.

- R. a. brenchleyi: Makira, de Bankseilanden en Vanuatu.
- R. a. bulgeri: Nieuw-Caledonië.
- R. a. keasti: noordoostelijk Australië.
- R. a. pelzelni: Norfolk.
- R. a. alisteri: oostelijk-centraal, zuidoostelijk en het zuidelijk-centraal Australië.
- R. a. albiscapa: Tasmanië en de eilanden in de Straat Bass.
- R. a. preissi: zuidwestelijk Australië.
- R. a. albicauda: westelijk-centraal en centraal Australië.

## Status
De grootte van de populatie is niet gekwantificeerd maar de soort wordt omschreven als algemeen tot plaatselijk zeer talrijk. Op de Rode lijst van de IUCN heeft deze soort de status niet bedreigd.